# Нюжма (нижний приток Волги)
Нюжма — река в России, протекает в Нижегородской области, в Лысковском и Воротынском районах. Устье реки находится в 2100 км по левому берегу реки Волга. Длина реки составляет 16 км, площадь водосборного бассейна 103 км².
Река вытекает из небольшого озера Нужминское в лесах в 26 км к северо-востоку от Лыскова. Река течёт на юго-запад, в среднем течении на берегу деревня Комариха. Впадает в Волгу несколькими рукавами, образуя у устья несколько затонов.

## Данные водного реестра
По данным государственного водного реестра России относится к Верхневолжскому бассейновому округу, водохозяйственный участок реки — Волга от устья реки Ока до Чебоксарского гидроузла (Чебоксарское водохранилище), без рек Сура и Ветлуга, речной подбассейн реки — Волга от впадения Оки до Куйбышевского водохранилища (без бассейна Суры). Речной бассейн реки — (Верхняя) Волга до Куйбышевского водохранилища (без бассейна Оки).
По данным геоинформационной системы водохозяйственного районирования территории РФ, подготовленной Федеральным агентством водных ресурсов:
- Код водного объекта в государственном водном реестре — 08010400312110000035049
- Код по гидрологической изученности (ГИ) — 110003504
- Код бассейна — 08.01.04.003
- Номер тома по ГИ — 10
- Выпуск по ГИ — 0